# Чек
Чекът е ценна книга, с която едно лице (издател), безусловно нарежда на друго лице (платец) да изплати определената в чека парична сума. Използването на чека като начин за разплащане започва още през XV век в Италия, а най-масово е използван с икономическата си функция на платежно средство през XIX век. Чекът е от категорията на едностранните, абстрактни сделки. За издаването му не е нужно да има основание или да е постигнато някакво съгласие между издателя и платеца (изисква се единствено издателят да има покритие при платеца, който обикновено е банка).

## Видове
Използват се два вида чекове:
- пресечен – чек, върху който са нанесени 2 успоредни линии:
  - общ пресечен – когато между двете линии няма написан текст или има обозначението „банка“
  - специален пресечен – чек, на който между двете успоредни линии е изписано и името на банката платец
- чек за минаване по сметка – чек, който отговаря на изискванията за обикновен чек, но изплащането му в брой е забранено и платецът може да изплати сумата само като я прехвърли по посочената сметка

## Употреба
Издаване и продажба на чек:
- Поименните чекове се издават, като се посочва издателят, в чия полза се издава, стойността на чека, дата, място на издаване, име и подпис(и) на издателя.
- Пътническите чекове се продават, като стойността е предварително определена (обикновено от 5, 10, 20, 50, 100 или 200 единици) и се полага единствено първи подпис.

Страните по чека са издател, поемател и платец. (Евентуални страни биха могли да са и джирант, джиратар и авалист, ако се добави сделката джиро на обратната страна на чека).
Всеки може да бъде издател, стига да е дееспособен. Платецът е само банка. Не може издателят да е платец, освен ако един клон на банка не издаде чек срещу друг клон. Може поемателят да е издател, ако се „тегли“ чек в собствена полза.
Чекът е формална сделка. За неговото извършване ТЗ изисква писмена форма. Изискването е за действителността, а не за доказването му. Нещо повече, в закона са определени минималните реквизити, които трябва да съдържа, за да бъде действителен. Той следва да съдържа:
- Наименованието „чек“ в текста на документа на езика, на който е написан (наименованието може да е и като заглавие на документа)
- Безусловно нареждане да се плати определена парична сума
- Име на лицето, което трябва да плати (платеца или издателя)
- Име на банката платец
- Дата и място на издаването
- Място на плащането
- Подпис на издателя
- Име на чекодържателя, ако чекът е поименен (чл. 539 от ТЗ)

## Давност
Обратните искове на приносителя срещу джирантите, издателя и поръчителите по чека се погасяват с шестмесечна давност от деня на предявяването или от деня на изтичане на срока за предявяване. Обратните искове на джиранта срещу всички отговорни към него лица се погасяват с шестмесечна давност от деня, в който е платил чека, или от деня, когато срещу него е предявен иск. Ако чекът е на приносител, се прехвърля с предаване – транслативна сделка с реален елемент. Чекът на приносител може да се джиросва, като джирантът отговаря за задълженията. Ако чекът е поименен, се прехвърля с цесия.

## Чекова книжка
Чековата книжка представлява предварително отпечатани на хартия празни чекове, събрани във формата на малка книга. Обикновено се издава от банка или друга кредитна институция, в която е открита разплащателната сметка на юридическото или физическото лице, от която сметка се вземат и средствата за покритие на чековете. Всеки чек в чековата книжка съдържа уникален номер, номер на разплащателната сметка, име на лицето и друга информация, например баркод или QR код.